# Фатієвське сільське поселення (Кірово-Чепецький район)
Фаті́євське сільське поселення (рос. Фатеевское сельское поселение) — адміністративна одиниця у складі Кірово-Чепецького району Кіровської області Росії. Адміністративний центр поселення — село Фатієво.

## Історія
Станом на 2002 рік на території сучасного поселення існували такі адміністративні одиниці:
- Фатієвський сільський округ (село Фатієво, селище Мутниця, присілки Велика Рябовщина, Дубіха, Жуки, Міхеєво, Нагорена, Пестері, Поломець, Раїха, Риловщина, Толмачі, Тусняки, чечулі, Шибани, Шихалі)

Поселення було утворене згідно із законом Кіровської області від 7 грудня 2004 року № 284-ЗО у рамках муніципальної реформи шляхом перетворення Фатієвського сільського округу.

## Населення
Населення поселення становить 1133 особи (2017; 1146 у 2016, 1152 у 2015, 1194 у 2014, 1163 у 2013, 1118 у 2012, 1057 у 2010, 993 у 2002).

## Склад
До складу поселення входять 16 населених пунктів:
| Населений пункт            | Населення, осіб (2002) | Населення, осіб (2010) |
| -------------------------- | ---------------------- | ---------------------- |
| Велика Рябовщина, присілок | 21                     | 21                     |
| Дубіха, присілок           | 4                      | 0                      |
| Жуки, присілок             | 11                     | 26                     |
| Міхеєво, присілок          | 0                      | 0                      |
| Мутниця, присілок          | 5                      | 3                      |
| Нагорена, присілок         | 0                      | 0                      |
| Пестері, присілок          | 17                     | 19                     |
| Поломець, присілок         | 18                     | 24                     |
| Раїха, присілок            | 0                      | 3                      |
| Риловщина, присілок        | 2                      | 7                      |
| Толмачі, присілок          | 4                      | 2                      |
| Тусняки, присілок          | 0                      | 2                      |
| Фатієво, присілок          | 905                    | 939                    |
| Чечулі, присілок           | 2                      | 2                      |
| Шибани, присілок           | 4                      | 5                      |
| Шихалі, присілок           | 0                      | 4                      |